# The Bronze
The Bronze är en amerikansk komedifilm från 2015, regisserad av Bryan Buckley.

## Handling
En frispråkig bronsvinnande gymnast måste kämpa för sin position som lokalkändis när en ny, ung idrottsstjärna träder fram. Hennes pengar är sedan länge slut liksom hennes kändisskap. En dag ser hon sina chanser att bli tränare åt den nya stjärnan. I början tar hon det inte alls seriöst, men med tiden tar hon saken mer och mer på allvar.

## Rollista (i urval)
- Melissa Rauch - Hope Ann Greggory
- Gary Cole - Hopes pappa Stan Greggory
- Haley Lu Richardson - Maggie Townsend
- Thomas Middleditch - Ben Lawfort